# El Deguello
El Deguello est un air militaire tambours et trompettes. Lors d'une attaque, il exprime la volonté de ne pas faire de prisonniers et massacrer tous les ennemis.
En espagnol, son nom complet est El toque a degüello qui peut être traduit en « l'appel à l'égorgement » (de degollar = égorger).
Il est d'origine musulmane, à l'époque où les Maures occupaient la péninsule Ibérique. Mais il fut plus tard adopté par les armées espagnoles, notamment pendant les Guerres d'indépendance en Amérique du Sud.
Au Mexique indépendant, le « deguello » était une sonnerie jouée par la cavalerie.
À son tour, elle fut reprise par les armées de libération, par exemple celles de Simón Bolívar, notamment dans les batailles de Junin et d'Ayacucho.
En 1836, lors du siège de Fort Alamo, le général Santa Anna, commandant l'armée mexicaine, donna l'ordre de jouer cet air sans interruption pendant plusieurs jours avant l'assaut final pour essayer de démoraliser les défenseurs texans dans un cadre de guerre psychologique,.
A deguello était aussi le cri de guerre des rebelles cubains contre l'Espagne à la fin du XIXe siècle.

## Dans des films
Un air de Deguello imaginaire, composé par Dimitri Tiomkin, est joué sous forme de morceau instrumental  (et pas de sonnerie de cavalerie) dans les films Rio Bravo de 1959 et Alamo de 1960, tous deux avec John Wayne. Dans le film Alamo de 2004, il apparaît sous forme de chant militaire. 
Il est joué sous forme de marche militaire dans le film de Disney de 1955 Davy Crockett, roi des trappeurs, ainsi que dans les films Quand le clairon sonnera (1955), Viva Max! (1969) et The Alamo: Thirteen Days to Glory (en) (1987).